# Rhododendron spiciferum
Rhododendron spiciferum es una especie de rododendro nativa de China, desde el oeste de Guizhou a Yunnan, donde crece en altitudes de 800 a 1.900 metros. 

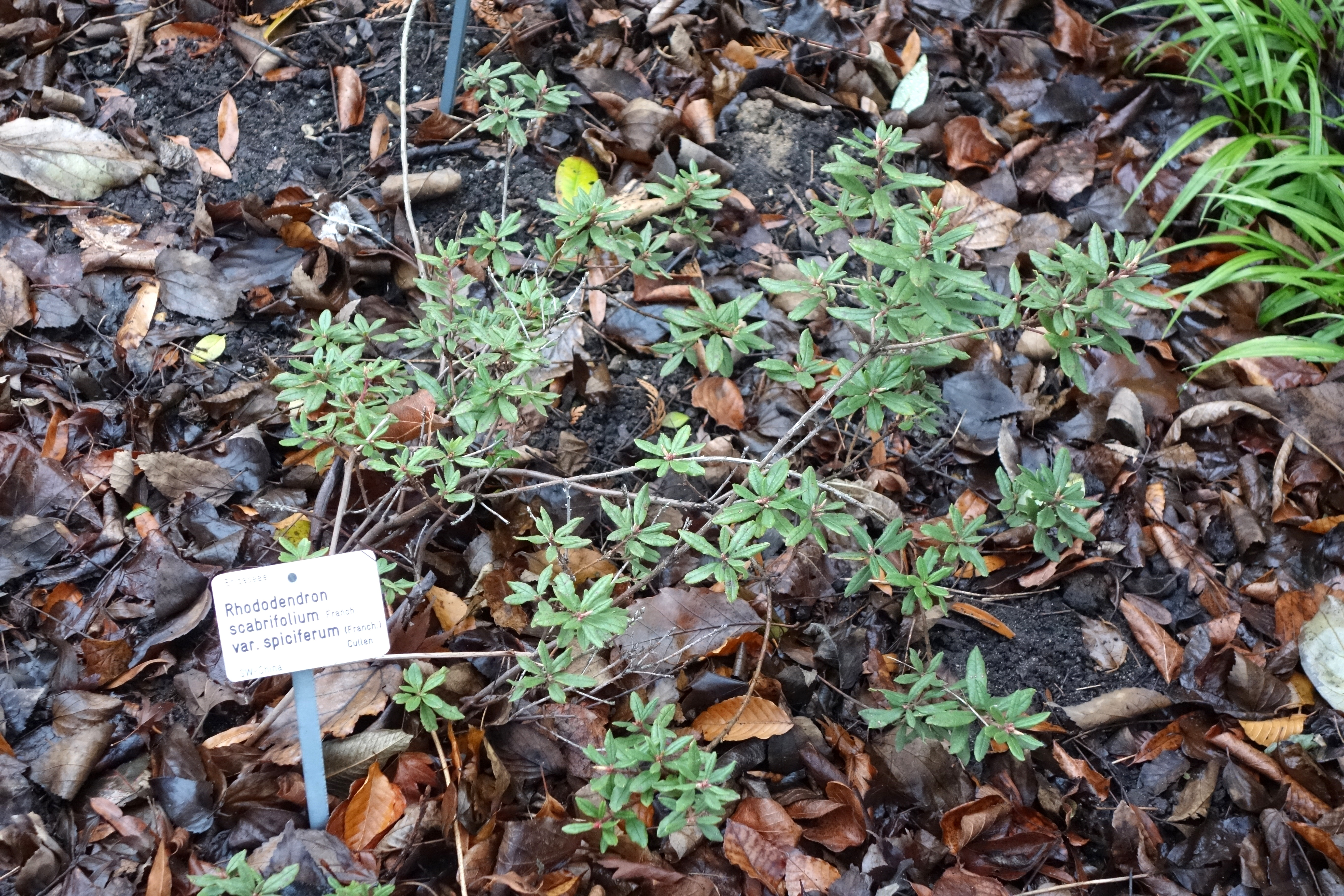
Vista de la planta

## Descripción
Es un pequeño arbusto que alcanza un tamaño de hasta 0,2 a 0,6 m de altura, con hojas que son estrechamente oblongas u oblongo-lanceoladas, de 1.2-4 por 0,4 a 1,2 cm de tamaño. Las flores son de color rosa o raramente blancas. 

## Propiedades
El principio activo Procianidina A1, se encuentra en la piel del maní de R.spiciferum.

## Taxonomía
Rhododendron spiciferum fue descrita por Adrien René Franchet y publicado en Journal de Botanique (Morot) 9(21): 400. 1895.
Sinonimia
- Rhododendron scabrifolium var. spiciferum (Franch.) Cullen
- Rhododendron spiciferum var. spiciferum[3]